# سهير جودة
سهير جودة  هي إعلامية مصرية.

## حياتها ومشوارها المهني
درست الصحافة والإعلام متزوجة من المنتج والإعلامي المصري محمد هاني ولديها منه ولدان عمرو ومريم
بدأت عملها في بداية التسعينيات كصحفية في جريدة روز اليوسف، اليوم السابع وصحف عربية أخرى، تلقت عرضا من شبكة راديو وتلفزيون العرب حيث شاركت الإعلامية هالة سرحان في تقديم برنامج ياهلا بعدها قدمت برنامجا على قناة art الأفلام 2 وعملت قرابة العشرة سنوات حتى نهاية العام 2013،انتقلت عام 2014 لتقدم برامجا على قناة القاهرة والناس.
كما شاركت في إعداد الكثير من البرامج على الشاشات المصرية وعملت رئيسة تحرير برنامجي الستات ما يعرفوش يكدبوا و البيت بيتك. عضو في المركز المصري لحقوق المرأة
 في سبتمبر 2021 أنهت تعاقدها مع قناة سي بي سي المصرية بعد عشرة سنوات من تقديم برنامج الستات ميعرفوش يكدبوا وانتقلت في يناير 2022 إلى قناة النهار المصرية مع زميلتها مفيدة شيحة لتقديم برنامج بعنوان الستات في يوليو 2022

## البرامج التي قدمتها
| اسم البرنامج                        | القناة         |
| ----------------------------------- | -------------- |
| ياهلا بمشاركة هاله سرحان            | ART المنوعات   |
| البيوت أسرار                        | ART الأفلام    |
| حفل جوائز شبكة راديو وتلفزيون العرب | ART الأفلام    |
| الحكاية فيها إن                     | القاهرة والناس |
| حزب الكنبة ويك اند                  | القاهرة والناس |
| الستات مايعرفوش يكذبوا              | سي بي سي       |
| الستات                              | قناة النهار    |

## وصلات خارجية
- سهير جودة على موقع قاعدة بيانات الأفلام العربية